# De Ateliers

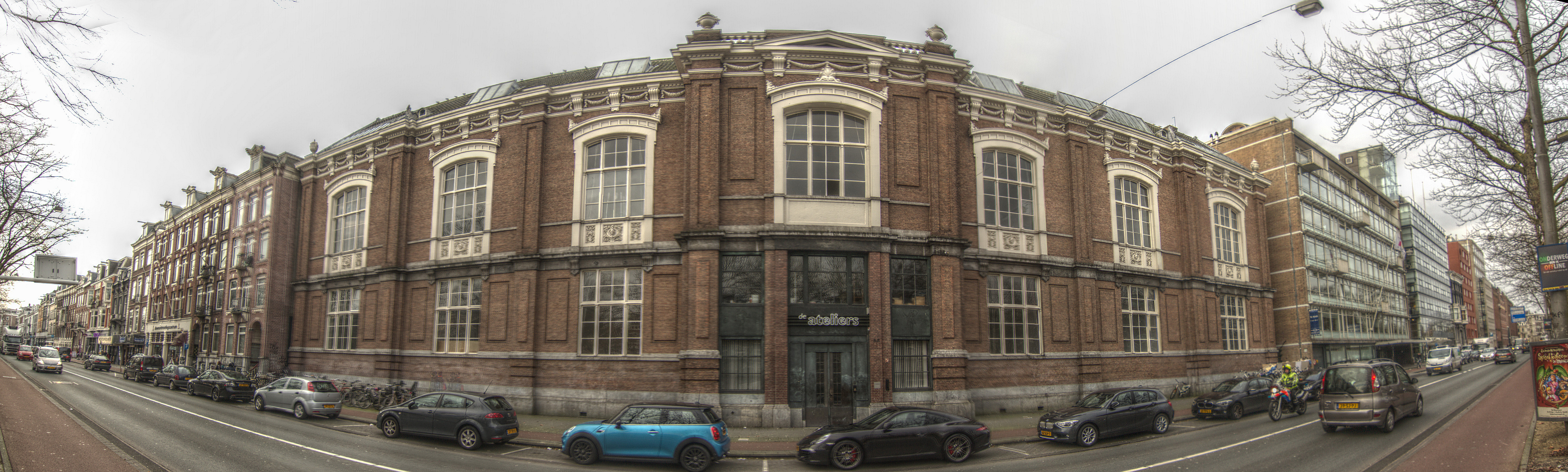
De Ateliers (Amsterdam)

De Ateliers (früher Ateliers ’63) ist ein unabhängiges Künstlerinstitut in Amsterdam. Ab den Jahren 1874 und 1875 war es die „Rijksacademie voor Beeldende Kunsten“ (Reichsakademie der Bildenden Künste) und ist eingetragenes Kulturdenkmal Nummer: 527848.
1963 wurde es durch Ger Lataster, Mari Andriessen, Nic Jonk, Theo Mulder und Wessel Couzijn in Haarlem gegründet.
1992 wurde dem Institut das ehemalige Gebäude der Rijksakademie in der Innenstadt von Amsterdam zur Verfügung gestellt. Es verfügt über 23 Künstlerateliers, in denen die Teilnehmer zwei Jahre lang arbeiten dürfen. Renommierte Künstler, Kunstkritiker und Gäste aus dem In- und Ausland kommen regelmäßig auf Atelierbesuch und begleiten den Aufenthalt der unerfahreneren Künstler. De Ateliers sind ein international anerkanntes Institut.
Heute ist Dominic van den Boogerd Direktor.

## Bekannte Dozenten/Künstler
Armando, Stanley Brouwn, Constant, Jan Dibbets, Wilfried Dickhoff, Willem de Rooij, Gregor Schneider, Fiona Tan, Carel Visser, Didier Vermeiren, Marijke van Warmerdam.

## Bekannte Studenten/Teilnehmer
Keren Cytter, Marlene Dumas, Urs Fischer, Erwin Gross, Simon Hemmer, Thomas Houseago, Erik van Lieshout, Joep van Lieshout, Aernout Mik, Melvin Moti, Toon Verhoef